# اکین کوچ
اکین کوچ (به ترکی استانبولی: Ekin Koç) زاده ۲۱ ژوئن ۱۹۹۲ یک بازیگر اهل ترکیه است. وی در شهر آنتالیا زاده شده است و از سال ۲۰۱۳ فعالیت خود را آغاز کرد.
اکین کوچ از آکادمی مرکز هنر بورچوک وابسته به آلتان گوردوم و واحده پرچین در رشته تئاتر فارغ التحصیل شده است.
از مهم‌ترین آثاری که وی در آن شرکت داشته می‌توان به ماه پیکر ،اسرار زندگی وعلی و نینو و سه قرون  اشاره کرد.

## فیلم‌شناسی

### فیلم
| سال‌  | عنوان                 | نقش          | یادداشت |
| ---- | --------------------- | ------------ | ------- |
| ۲۰۱۵ | آنچه از تو برایم ماند | اوزگور آریجا |         |
| ۲۰۱۶ | علی و نینو            | محمد         |         |
| ۲۰۱۸ | قهرمان برای ما        | هالیس کارتاش |         |
| ٢٠٢١ | محافظ برادر           | سليم         |         |
| ٢٠٢٢ | روزهاى خشك            | مراد         |         |
| ٢٠٢٣ | منو باور كن           | دنيز تونالي  |         |

### تلویزیون
| سال‌       | عنوان                          | نقش            | یادداشت      |
| --------- | ------------------------------ | -------------- | ------------ |
| ۲۰۱۳–۲۰۱۴ | من به شما یک راز می‌گویم        | کیوانچ گوندودو | نقش اصلی     |
| ۲۰۱۴      | نام من گلتپه است               | سیفی یاشار     | نقش اصلی     |
| ۲۰۱۵–۲۰۱۶ | ماه‌پیکر                        | احمد یکم       | نقش اصلی     |
| ۲۰۱۷      | هفت صورت                       | کان آیکار      | نقش اصلی     |
| ۲۰۱۷–۲۰۱۸ | اسرار زندگی                    | بوراک اوزر     | نقش اصلی     |
| ۲۰۲۰      | وراثت                          | کادیر          | بازیگر مهمان |
| ۲۰۲۰–۲۰۲۱ | رستاخیز: امپراتوری بزرگ سلجوقی | احمد سنجر      | نقش اصلی     |
| ۲۰۲۱–۲۰۲۲ | سه قرون                        | افه تکین       | نقش اصلی     |